# Аквабайк
Акваба́йк (англ. Aquabike) — общее название нескольких технических дисциплин водно-моторного спорта, связанных с гонками на гидроциклах (водных мотоциклах).

## История
Вид спорта зародился в США в 1970-е годы. На мировом уровне аквабайк курируют Международный водно-моторный союз (UIM) и Международная ассоциация водно-моторного спорта (IJSBA). Ежегодно они проводят профессиональный тур по мотокроссу на воде Pro Watercross Tour, чемпионат Европы, Австралии, Бразилии, Франции, Великобритании, Гуама, Таиланда, международный турнир «Королевский кубок» и чемпионаты мира по аквабайку в трех классах.
В России первенства городов и различные Кубки начали проводиться с конца 90-х годов, а уже в 2000 году состоялся первый чемпионат страны. Аквабайк набирал поклонников, и через два года прошёл первый Кубок России. Сейчас клубы аквабайка есть во многих крупных водных городах, а сборная России достойно выступает в международных соревнованиях. Так как дисциплины аквабайка относятся к водно-моторному спорту, основные функции по популяризации дисциплин аквабайка, проведению соревнований и стандартизации на территории России возлагает на себя Федерация водно-моторного спорта России.
UIM с 1996 г. проводит чемпионаты мира по аквабайку в трех классах. Классы включают вид водного мотоцикла («стоячие» или «сидячие»), объём двигателя, наличие форсировки и так далее. Соревнования по аквабайку включают в себя три основные дисциплины: гонка (скоростное прохождение трассы с общим стартом), слалом (скоростная гонка по сложной дистанции, которую участники проходят поочередно несколько раз) и фристайл (фигурное катание на водном мотоцикле). В Санкт-Петербурге ещё в середине девяностых годов по инициативе Петербургской спортивно-технической ассамблеи, а затем и клуба «Открытый Санкт-Петербург» проводились этапы чемпионата Европы (UIM) по аквабайку (в 2000 г. эти гонки получили статус чемпионата мира).

## Без лишнего риска
Движущая сила гидроцикла — не винт, а водомёт, что значительно сокращает количество несчастных случаев при падении с машины. Кроме того, запястье спортсмена с разъёмом зажигания соединяет специальный жгут, так что при падении аквабайк сразу же останавливается.
Законы Российской Федерации предписывают гидроциклисту пройти трёхмесячное обучение и сдать экзамен по специальной категории. Правила эксплуатации аквабайка категорически запрещают использовать гидроциклы в непосредственной близости от пляжей и в портовых зонах.

## Дисциплины аквабайка
Дисциплины, относящиеся к гонкам на гидроциклах (водных мотоциклах), и включенные во всероссийский реестр видов спорта приведены в таблице:
| Наименование дисциплины                   | Номер-код спортивной дисциплины | Номер-код спортивной дисциплины | Номер-код спортивной дисциплины | Номер-код спортивной дисциплины | Номер-код спортивной дисциплины | Номер-код спортивной дисциплины | Номер-код спортивной дисциплины |
| ----------------------------------------- | ------------------------------- | ------------------------------- | ------------------------------- | ------------------------------- | ------------------------------- | ------------------------------- | ------------------------------- |
| Аквабайк — ранэбаут Ф3 кольцевые гонки    | 148                             | 045                             | 1                               | 8                               | 1                               | 1                               | Л                               |
| Аквабайк — ранэбаут Ф2 кольцевые гонки    | 148                             | 036                             | 1                               | 8                               | 1                               | 1                               | Л                               |
| Аквабайк — ранэбаут Ф1 кольцевые гонки    | 148                             | 047                             | 1                               | 8                               | 1                               | 1                               | Л                               |
| Аквабайк — ранэбаут Ф1 слалом             | 148                             | 038                             | 1                               | 8                               | 1                               | 1                               | Л                               |
| Аквабайк — ранэбаут Ф2 ралли рейд         | 148                             | 046                             | 1                               | 8                               | 1                               | 1                               | Л                               |
| Аквабайк — ранэбаут Ф1 ралли рейд         | 148                             | 035                             | 1                               | 8                               | 1                               | 1                               | Л                               |
| Аквабайк — ски дивижин Ф3 кольцевые гонки | 148                             | 050                             | 1                               | 8                               | 1                               | 1                               | Н                               |
| Аквабайк — ски дивижин Ф2 кольцевые гонки | 148                             | 048                             | 1                               | 8                               | 1                               | 1                               | Л                               |
| Аквабайк — ски дивижин Ф1 кольцевые гонки | 148                             | 037                             | 1                               | 8                               | 1                               | 1                               | Л                               |
| Аквабайк — ски дивижин Ф1 слалом          | 148                             | 051                             | 1                               | 8                               | 1                               | 1                               | Л                               |
| Аквабайк — ски дивижин Ф1 ралли рейд      | 148                             | 052                             | 1                               | 8                               | 1                               | 1                               | Л                               |
| Аквабайк — фристайл фри                   | 148                             | 049                             | 1                               | 8                               | 1                               | 1                               | Л                               |

### Отличительные особенности дисциплин
- Ранэбаут Ф3 — сидячий аквабайк с 2- или 4-тактным двигателем максимальным рабочим объёмом 1500 куб. см, максимальной мощностью 185 л.с.
- Ранэбаут Ф2 — сидячий аквабайк с 2- или 4-тактным двигателем рабочим объёмом до 2600 куб. см, либо с турбо двигателем рабочим объёмом до 2000 куб. см, максимальной мощностью 250 л.с.
- Ранэбаут Ф1 — сидячий аквабайк с атмосферным 2- или 4-тактным двигателем максимальным рабочим объёмом 2600 куб. см, либо с турбо двигателем максимальным рабочим объёмом 2000 куб. см, мощностью свыше 250 л.с.
- Ски дивижин Ф3 — стоячий аквабайк с 2- или 4-тактным двигателем максимальным рабочим объёмом 800 куб. см, максимальной мощностью 85 л.с., максимальной скоростью 80 км/ч.
- Фристайл фри — аквабайк с 2- или 4-тактным двигателем без ограничений.[1]